# Campeonato Piauiense de Futebol de 1964
O Campeonato Piauiense de Futebol de 1964 foi o 24º campeonato de futebol do Piauí. A competição foi organizada pela Federação Piauiense de Desportos e o campeão foi o Flamengo.

## Premiação
| Campeonato Piauiense de Futebol de 1964 |
| --------------------------------------- |
| FLAMENGO Campeão (5º título)            |